# Alireza Akhondi
Alireza Akhondi, född 20 september 1980 i Teheran i Iran, är en svensk politiker (centerpartist). Han är ordinarie riksdagsledamot sedan 2018, invald för Stockholms läns valkrets.
I riksdagen är han ledamot i civilutskottet sedan 2022. Akhondi var ledamot i arbetsmarknadsutskottet 2021–2022 och har varit suppleant i bland annat arbetsmarknadsutskottet, civilutskottet och skatteutskottet.
Akhondi är av iransk härkomst. Han var en av kandidaterna att efterträda Annie Lööf som partiledare för Centerpartiet.